# Реймънд Дейвис
Реймънд Дейвис (на английски: Raymond Davis) е американски физик и химик, носител на Нобелова награда за физика за 2002 г.

## Биография
Роден е на 14 октомври 1914 г. във Вашингтон, окръг Колумбия, САЩ. Завършва химия в Мерилендския университет през 1938 г. През 1942 защитава докторска дисертация по физикохимия в Йейлския университет. След приключването на военната му служба през 1946 започва работа в Комисията за атомна енергия на САЩ. През 1948 г. започва работа в Брукхейвънската национална лаборатория, занимаваща се и с търсене на мирни приложения на атомната енергия. Оттогава започва интересът на Дейвис към неутриното, частици, чието съществуване още не е било установено експериментално, но които трябва да обяснят привидните загуби на енергия при бета разпада.
Умира на 31 май 2006 г. в Ню Йорк на 91-годишна възраст.

## Научна работа
Използвайки детектори от тетрахлорметан (CCl4) Дейвис изследва възможната връзка между темпа на произвеждане на изотопа 37Аргон и дълбочината, на която са поставени детекторите под земята. Основа на изследването е реакцията 37Cl + ν → 37Ar + e. За целта той поставя такива детектори под реактора в Брукхейвън (1954) и по-късно, под този в Савана ривър. Оказва се, че резултатите от експериментите са отрицателни: детекторите не произвеждат повече 37Ar, когато реакторите са включени. Даденото по-късно теоретично обяснение е, че хлорните молекули реагират на неутрино, а при бета-разпада (който се случва в реакторите) се произвежда антинеутрино. Опитът показва за пръв път различните свойства на неутриното и антинеутриното.
По-късно Дейвис реализира мащабния проект „Homestake“, който засича голям брой неутрино от Слънцето и който му донася и Нобеловата награда за създаване на неутриновата астрономия. Този експеримент обаче открива за пръв път проблема със слънчевите неутрино, който се състои в това, че засечените неутрино на единица площ са приблизително три пъти по-малко от теоретичните предвиждания. Привидният парадокс има задоволително обяснение в рамките на квантовата механика.